# Monolistra (Typhlosphaeroma) matjasici
Monolistra (Typhlosphaeroma) matjasici is een pissebed uit de familie Sphaeromatidae. De wetenschappelijke naam van de soort is voor het eerst geldig gepubliceerd in 1965 door Sket.